# Torilis leptophylla
Torilis leptophylla är en växtart i släktet rödkörvlar och familjen flockblommiga växter. Den beskrevs 1753 av Carl von Linné och fick sitt nu gällande namn av Heinrich Gustav Reichenbach år 1866. Utöver nominatformen finns också varieteten T. leptophylla var. erythrotricha.

## Utbredning
Arten växer vilt kring Medelhavet och österut till Centralasien. Den har även introducerats i europeiska områden norr om sitt egentliga utbredningsområde, samt i nordöstra USA och i Japan. Den förekommer tillfälligt i Sverige, men reproducerar sig inte i landet.

## Varieteter
Arten har två accepterade varieteter:
- Torilis leptophylla var. erythrotricha (Boiss. & Hausskn.) Zohary (1972)[3]
- Torilis leptophylla var. leptophylla (Linné) Rchb.f. (1866)